# Plan de la Empacadora

Imagen de Pascual Orozco, quien se rebeló contra Francisco I. Madero.

El Plan de la Empacadora (también conocido como Plan Orozquista) fue un pacto realizado en México por Pascual Orozco el 25 de marzo de 1912, en Chihuahua, Chihuahua. Llamado así por el edificio en el que fue firmado, sus signatarios fueron Pascual Orozco y sus generales José Inés Salazar, Emilio P. Campa, Luis Medina Barrón, Benjamín Argumedo, J.J. Campos, los coroneles Gonzalo C. Enrile, Demetrio Ponce, Félix Díaz y por el secretario de Orozco, José Córdoba. Su lema era “Reforma, Libertad y Justicia” y fue realizado debido a lo que ellos consideraban la violación de Francisco I. Madero al Plan de San Luis Potosí. 
Se trataba de un documento extenso con múltiples críticas al gobierno de Madero y con un importante programa de reforma política, agraria y obrera, mucho más avanzado y balanceado que los Planes de San Luis Potosí, Tacubaya o Ayala. Más tarde varias de las reformas expuestas en el Plan fueron plasmadas en la Constitución de 1917.

## Antecedentes
Después del éxito que tuvo la rebelión de Pascual Orozco en el estado de Chihuahua a finales de 1910 y principios de 1911, Orozco decidió tomar Ciudad Juárez, importante bastión porfirista por el comercio de armas con Estados Unidos. Tras dos días de lucha, el 10 de mayo de 1911 cayó la ciudad y con ello se aceleró la caída de Porfirio Díaz, que se concretó en los Tratados de Ciudad Juárez firmados el 21 de mayo. Orozco fue fundamental para la caída de Porfirio Díaz, algo que reconoció Madero, pero a pesar de ello sus esfuerzos no fueron recompensados y se le nombró comandante de los rurales de Chihuahua, un puesto que el historiador Michael Meyer consideró modesto para su contribución.
Cuando Orozco se postuló para gobernador de Chihuahua,  su candidatura fue frenada por Madero y su candidato Abraham González. A pesar de ello, siguió apoyando a Madero, hecho que se demostró cuando reprimió los movimientos reyistas y vazquistas en su estado. El rompimiento ocurrió el 19 de enero de 1912 cuando Madero y Orozco se entrevistaron en la Ciudad de México, donde Madero solicitó a Orozco dos cosas inotorgables, primero que presionara a la legislatura estatal para darle facultades extraordinarias al gobernador de Chihuahua y, segundo, que detuviera la rebelión zapatista, algo con lo que estaba totalmente en desacuerdo pues compartía algunos principios con Zapata, como la justicia social, el reparto agrario y el mejoramiento de las condiciones de los trabajadores. Desde entonces hasta principios de marzo, Orozco fue fiel a su nuevo puesto como jefe de la zona rural de Chihuahua, pues continuo reprimiendo los movimientos vazquistas, aunque la ruptura política con Madero ya era evidente. 
Finalmente, impulsado por la enorme popularidad que había ganado, por considerar que las reformas de Madero eran insuficientes y por el apoyo que grupos reaccionarios de Chihuahua le brindaron, Orozco se rebeló el 3 de marzo de 1912.

## Contenido del Plan
El documento lanzó fuertes críticas a Madero, lo acusaba de fraude en las elecciones de 1910 (Art. 10), nepotismo (Art. 6), vender el país a los Estados Unidos (Art. 7), recibir cuantiosas sumas de dinero por parte de los millonarios americanos (Art. 3) y lo culpaba del asesinato de 20,000 mexicanos.
En el aspecto jurídico, el Plan reconoció la legalidad de las Cámaras de diputados, Legislaturas locales y los Poderes Judiciales en toda la República, solo si éstas desconocían al gobierno de Madero (Art. 14). En cuanto al poder ejecutivo, el Plan no proclamó a Pascual Orozco ni a ningún otro revolucionario presidente, pues tenía contemplado un gobierno de transición que duraría un año al cabo del cual se realizarían elecciones libres donde se expresaría la verdadera voluntad del pueblo (Art. 18). Durante el interinato de un año, una junta compuesta por los principales líderes revolucionarios, oficiales del ejército y miembros de la sociedad civil votaría para conformar una Junta de Gobierno compuesta de tres miembros o elegir un presidente provisional (Art. 17).
En cuanto a las reformas políticas, se pidió la abolición del puesto de vicepresidente (Art. 16), un término presidencial de 6 años en vez de 4 (Art. 25), mayor autonomía municipal (Art. 28), supresión de Jefes Políticos (Art. 29) y la excepción de facultades extraoficiales al ejecutivo solo en caso de guerra extranjera (Art. 27).
Uno de los aspectos más sobresalientes del Plan fueron los artículos que buscaban mejorar la situación de la clase obrera. El artículo 34 declaró: la supresión de las tiendas de raya, jornada laboral de 10 horas, sueldos pagados únicamente en efectivo, prohibición laboral de niños menores de 10 años e higiene laboral.
Por último, el Plan dedicó el artículo 35 al problema agrario, en el que se reconoció el derecho a la propiedad a las personas que hayan residido en su tierra por 20 años, reivindicación de tierras arrebatadas por despojo, repartición de tierras baldías y la expropiación de tierras de grandes terratenientes que no fueran trabajadas.

## Consecuencias
Una vez proclamado el Plan y, gracias a su popularidad, Orozco reclutó miles de simpatizantes, entre los que se encontraban campesinos, obreros y ferrocarrileros, pero también llamó la atención de conservadores y vazquistas. Su movimiento fue tan fuerte que derrotó al Secretario de Guerra y Marina José González Salas en la batalla de El Rellano. Ante esta situación Salas se suicidó y Victoriano Huerta fue designado su sucesor.
El debilitamiento del movimiento orozquista comenzó con el embargo de armas por parte de Estados Unidos, cuyo presidente William Taft apoyaba a Madero. Nuevamente en El Rellano, Orozco enfrentó a los federales, pero ahora dirigidos por Huerta quien triunfó y replegó a los orozquistas hasta Ciudad Juárez, que cayó en manos de Huerta el 13 de agosto de 1912 y con ello finalizó el movimiento orozquista hasta que decayeron.